# Rhegmoclema freyi
Rhegmoclema freyi är en tvåvingeart som beskrevs av Cook 1969. Rhegmoclema freyi ingår i släktet Rhegmoclema och familjen dyngmyggor. Inga underarter finns listade i Catalogue of Life.